# Bijele Vode (Zenica)
Pour les articles homonymes, voir Bijele Vode.
Bijele Vode (en serbe cyrillique : Бијеле Воде) est un village de Bosnie-Herzégovine. Il est situé sur le territoire de la ville de Zenica, dans le canton de Zenica-Doboj et dans la fédération de Bosnie-et-Herzégovine. Selon les premiers résultats du recensement bosnien de 2013, il ne compte plus aucun habitant.

## Démographie

### Évolution historique de la population dans la localité
| 1948 | 1953 | 1961 | 1971 | 1981 | 1991 | 2013 |
| ---- | ---- | ---- | ---- | ---- | ---- | ---- |
| -    | -    | 103  | 117  | 86   | 85   | 0    |

|  |